# Miss Europe 1968

Das Wappen von Kinshasa, Ort der Veranstaltung

Der Wettbewerb um die Miss Europe 1968 war der zwanzigste seit 1948, den die Mondial Events Organisation (MEO) durchführte (1951 fiel die Veranstaltung aus). Die Organisation war von den Franzosen Roger Zeiler und Claude Berr ins Leben gerufen worden, hatte ihren Sitz in Paris und organisierte den Wettbewerb bis 2002.
Die Kandidatinnen waren in ihren Herkunftsländern von nationalen Organisationskomitees ausgewählt worden, die mit der MEO Lizenzverträge abgeschlossen hatten.
Der Wettbewerb sollte ursprünglich im Mai des Jahres im südfranzösischen Nizza durchgeführt werden, wie in den drei Jahren zuvor. Er wurde aber verschoben wegen der Unruhen in Frankreich. Die Demokratische Republik Kongo bot sich als Gastgeber an, um für das Land Werbung zu machen. Namentlich der Minister für Kultur, Paul Mushiete, machte sich dafür stark.
Die Veranstaltung fand daher am 23. September 1968 in der kongolesischen Hauptstadt Kinshasa statt. Es gab 21 Bewerberinnen.
| Land                    | Schreibweise bei Pageantopolis | Schreibweise in der Heimatsprache                        | Teilnahme an weiteren Wettbewerben                                                                   |
| ----------------------- | ------------------------------ | -------------------------------------------------------- | --- |
| Platzierungen           |                                |                                                          | |
| 1. Finnland             | Leena Marketta Brusiin         | Leena Brusiin                                            | Miss Universe 1968: Platz 3                                                                          |
| 2. Österreich           | Brigitte Krüger                | Brigitte Krüger                                          | Miss Universe 1968, Miss World 1968: Semifinale                                                      |
| 3. Schweden             | Anne-Christine Kahnberg        |                                                          | |
| 4. BR Deutschland       | Roswitha Moesi                 | Roswitha Moesi                                           | |
| 5. Norwegen             | Tone Knaran                    | Tone Knaran                                              | Miss Universe 1968: Semifinale, Miss Scandinavia 1969: Siegerin, Miss International 1970: Semifinale |
| Weitere Teilnehmerinnen |                                |                                                          | |
| Belgien                 | Sonja Doumen                   | Sonja Doumen                                             | Miss Universe 1968, Miss World 1968                                                                  |
| Dänemark                | Berrit Kvorning                | Berrit Kvorning                                          | |
| England                 | Jennifer Lowe Summers          | Jennifer Lowe Summers                                    | Miss World 1966: Semifinale (als Miss United Kingdom), Miss Universe 1968                            |
| Frankreich              | Elizabeth Cadren               | Elizabeth Cadren                                         | Miss Universe 1968: Semifinale                                                                       |
| Griechenland            | Haris Papanikita               | Χάρις Παπανικήτα (Charis Papanikita)                     | |
| Holland                 | Marjolijn Ingrid Abbink        | Marjolijn Abbink                                         | Miss International 1970                                                                              |
| Irland                  | Mary Fitzgerald                |                                                          | |
| Island                  | Helen Knutsdóttir              |                                                          | Miss Universe 1968, Miss International 1969                                                          |
| Italien                 | Paola Rossi                    |                                                          | Miss Universe 1967: Semifinale                                                                       |
| Jugoslawien             | Daliborka Stojsic              | Daliborka Stojšić, Далиборка Стойшич (Далиборка Стойшић) | |
| Luxemburg               | Lucienne Krier                 | Lucienne Krier                                           | Miss Universe 1968                                                                                   |
| Malta                   | Kathlene Farrugia              | Kathlene Farrugia                                        | Miss Universe 1968                                                                                   |
| Spanien                 | Francisca Delgado Sánchez      | Francisca Delgado Sánchez                                | Miss Universe 1967                                                                                   |
| Schweiz                 | Jeanette Biffiger              | Jeanette Biffiger                                        | Miss Universe 1968, Miss World 1968, Miss International 1969: Platz 4                                |
| Tschechoslowakei        | Alzbeta Strkulova              | Alžběta Štrkulová                                        | Miss World 1967: Platz 6                                                                             |
| Türkei                  | Sule Eksigil                   | Şule Ekşigil                                             | |